# Juan de Dios Cañedo
Juan de Dios Cañedo (18 de enero de 1786 - 28 de marzo de 1850) fue un mexicano que llegó a ser canciller, siendo abogado participó en la elaboración de la Constitución de Cádiz, de regreso en Nueva España se mantuvo lejos de la lucha armada pero al declararse la Independencia de México se unió al movimiento siendo firmante al Acta Constitutiva de la Federación Mexicana, para luego ser nombrado diputado y senador en varias ocasiones por su estado natal de Jalisco, fue embajador en Sudamérica y Europa, murió asesinado.

## Biografía

### Orígenes
El jalisciense Juan de Dios Cañedo nació en la hacienda paterna llamada Cabezón cercana a la ciudad de Guadalajara en el entonces Reino de Nueva Galicia, el 18 de enero de 1786. Siendo hijo de una familia acomodada de la época recibió una educación básica de manos del doctor Francisco Severo Maldonado, para luego pasar a estudiar en el Seminario Conciliar de Guadalajara donde confraternizo con su condiscípulo Anastasio Bustamante, para más tarde continuar sus estudios en la Real y Pontificia Universidad de México donde obtuvo el título de abogado en 1809.

### Constitución de Cádiz
Es en 1809 que realiza un viaje a España y donde le sorprende la Invasión napoleónica y
la guerra de independencia española, al parecer se mantiene lejos de la participación activa en la guerra y las Cortes de Cádiz pero en 1813 es nombrado diputado suplente por el Virreinato de Nueva España participando junto con Miguel Ramos Arizpe y Lucas Alamán, distinguiéndose como Liberal, defiende la llamada autonomía americana y publica un Manifiesto dirigido a la nación española sobre la representación de las provincias de ultramar, luego de disueltas las Cortes y declarada nula la Constitución Española de 1812 por el decreto del 4 de mayo de 1814 emitido por el rey Fernando VII, regresa a Nueva España donde se dedica al libre ejercicio de su profesión.

### Independencia de México
Por sus ideas liberales se mantiene al margen durante el Primer Imperio Mexicano, pero participa activamente en la formación de la república que le sucedió, como diputado por el estado de Jalisco en el Constituyente de 1824 firma el Acta Constitutiva de la Federación Mexicana, alineándose con los federalistas que encabezó Miguel Ramos Arizpe, ya promulgada la Constitución de 1824 - de la cual también fue firmante - es electo Senador por su estado.

### República Mexicana

#### Secretario de relaciones exteriores1.erperiodo
Es en el gobierno de Guadalupe Victoria cuando De Dios brinda amplios servicios al partido federalista maniobrando exitosamente para eliminar del gabinete presidencial al conservador Lucas Alamán, es así como entra de la lucha política a la lucha de logias masónicas, siendo la de rito escocés la que reunía a los conservadores, mientras la Yorkina reunía a los federalistas.
Esta lucha tuvo como principal acto la expulsión de españoles de 1827, en la cual De Dios participó en el bando moderado, por lo que fue atacado por sus antiguos compañeros en el Congreso de la Unión, este defendió la idea de evitar la inmoderada expulsión de españoles, ya que muchos habían apoyado el movimiento del Plan de Iguala lo que a ojos de España los hacía traidores, por lo que no podían regresar a su tierra y además su expulsión haría perder muchas de las cabezas notables del primer gobierno mexicano, otra de sus intervenciones fue delatar la influencia que las logias como grupo político estaban teniendo en la administración del país.
Por esto es nombrado secretario de Relaciones Exteriores en el gobierno de Guadalupe Victoria el 6 de marzo de 1828, desde esta posición trata de limitar los problemas que la Ley de Expulsión del 20 de noviembre de 1827 causó al país, lo que lo obligó a presentarse ante el Congreso para aclarar ante los grupos más radicales su política. Este incluso solicitó al Congreso exceptuar de la misma a los súbditos españoles nacidos en Cuba y Puerto Rico, donde México tenía una política de apoyo a los independentistas con la intención de anexarse estas dos islas.
La expulsión trajo consigo una política hostil por parte de naciones europeas, pero aun así logró concretar acuerdos de navegación y comercio con varias naciones. Pasada la expedición de reconquista de Barradas, intensificó la política exterior firmando el acuerdo de límites fronterizos entre México y los EE. UU. que ratificaba el Tratado de Adams-Onís celebrado entre EE. UU. y España, este no se pudo concretar hasta 1832 por tardar el envío de las ratificaciones respectivas.
En el ámbito consular se recibieron y acreditaron cónsules de diferentes estados, estadounidenses en Campeche y Mazatlán, colombianos y chilenos en Veracruz, San Blas y Acapulco, en el ámbito de la integración latinoamericana se llevó a cabo la Asamblea General Americana el palacio del ex arzobispado en Tacubaya.
En el comercial se agregaron los tratados de amistad, comercio y navegación, con los Países Bajos, Dinamarca, Francia y la Confederación Helvética (Suiza).
Es así que recibe la contienda electoral en 1828 donde el partido yorkino apoya la candidatura de Vicente Guerrero contra la de los escoceses y los federalistas moderados reunidos alrededor del secretario de Guerra y Marina, Manuel Gómez Pedraza, mismo que gana la presidencia pero por levantamientos movimientos políticos y el levantamiento armado de Antonio López de Santa Anna en Veracruz, a la que sigue la Revolución de la Acordada dirigida por Lorenzo de Zavala en la Ciudad de México, se retira Manuel Gómez Pedraza dejando la presidencia a Vicente Guerrero.
Luego el Congreso de la Unión desconoce la victoria electoral de Gómez Pedraza y nombra presidente electo a Vicente Guerrero, por el apoyo tácito que dio a Gómez Pedraza, De Dios es despedido como secretario de Relaciones el 22 de enero de 1829.

#### Embajador
Hasta 1831 De Dios es electo diputado federal por su estado de Jalisco, oponiéndose a la administración del vicepresidente Anastasio Bustamante y a la del presidente Vicente Guerrero;  por esas fechas acepta el cargo de embajador ante las repúblicas de Perú, Chile, Argentina, Bolivia y Paraguay y el Imperio Brasileño, estableciéndose en la ciudad de Lima, donde logra firmar varios tratados de amistad, comercio y navegación en los cuales trata y logra varios excitos para incluir cláusulas por las cuales los gobiernos se obligan a tratar en bloque de negociar el reconocimiento diplomático por parte de España.
Agregado a estos tratados fueron los referentes al trato de la ciudadanía mutua, por la cual se considera como iguales en todos los casos que la ley no prevenga lo contrario, así como facilidades para adquirir la nacionalidad, los tratados de extradición y la formación de una Asamblea General Americana, la cual no se llevó a buen término, en 1833 propone un correo regular entre México y las naciones sudamericanas el cual no duro mucho tiempo por los problemas internos del país.

#### Secretario de relaciones exteriores 2.º periodo
En 1839 el de nuevo presidente Anastasio Bustamante le llama para ser secretario de Relaciones Exteriores e Interior, donde dura casi un año en el cargo, es durante este que reanuda relaciones con Francia  luego de que Francia había reconocido la Independencia de Texas, durante este periodo logra entablar de nuevo relaciones con los EE. UU., recibe representantes de Prusia, Bélgica  y en diciembre de 1839 recibe al primer embajador plenipotenciario de España, Ángel Calderón de la Barca con lo cual España reconoce la independencia de México y el término de la guerra de independencia.

## Muerte
Tras renunciar como ministro se muda temporalmente a Europa, de donde regresa en 1844 para ocupar, entre otros cargos, el de presidente del Ayuntamiento de México. Representa a Antonio López de Santa Anna en su matrimonio con Dolores Tosta. El 28 de marzo de 1850 fue asesinado en su hotel de la Ciudad de México.